# Johann Ludwig Burckhardt

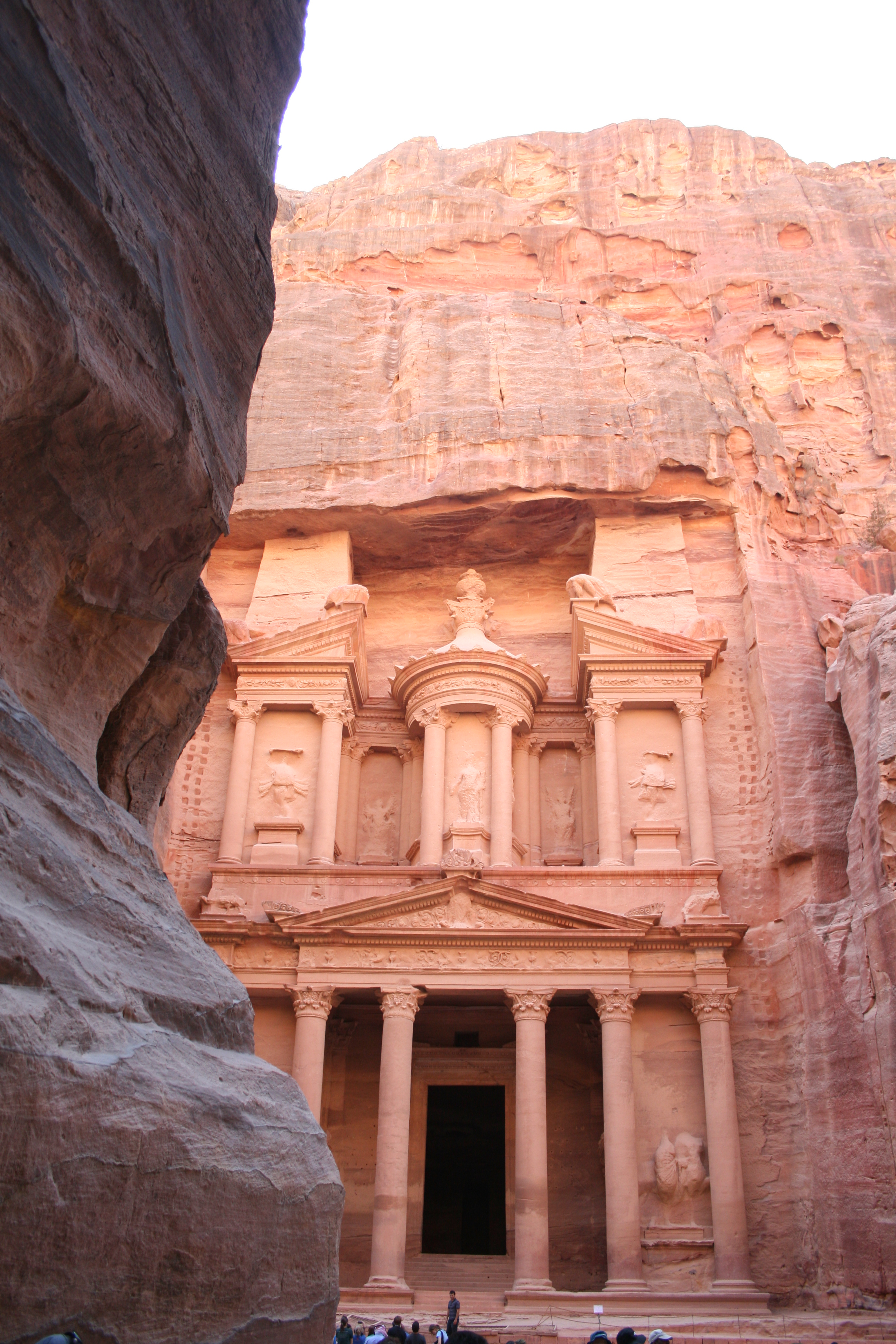
Petra, il "Tesoro"

Johann Ludwig Burckhardt (Losanna, 24 novembre 1784 – Il Cairo, 15 ottobre 1817) è stato un esploratore e orientalista svizzero, noto anche con il nome francese di Jean Louis (da lui preferito) e con quello inglese di John Lewis.

## Biografia
Di origini basilesi, la famiglia, dopo la rivoluzione francese nel 1789, fuggì in Germania e Austria. Dopo avere terminato gli studi universitari a Lipsia e Gottinga, ritornò a Basilea nel 1805 dove, però, per i suoi sentimenti anti-francesi, non poté esercitare alcuna professione. Si trasferì a Londra nel 1806 grazie ad una raccomandazione del naturalista Johann Friedrich Blumenbach a sir Joseph Banks della African Association. Nel 1809 ottenne il beneplacito per il suo progetto di scoprire le fonti del fiume Niger. Nel frattempo, Burckhardt si specializzò ulteriormente all'Università di Cambridge studiando Arabo, Astronomia, Medicina, Chimica e Mineralogia, rafforzandosi anche fisicamente per resistere meglio alle difficoltà del viaggio. Il 14 febbraio 1809, a capo della spedizione, salpò per Malta.
Sotto le spoglie di un mercante arabo con lo pseudonimo Sheikh Ibrahim ibn ʿAbd Allah,  si fermò ad Aleppo in Siria per conoscere l'Islam (religione che abbracciò), perfezionare l'arabo e studiare il Vicino Oriente. Lì tradusse il romanzo Robinson Crusoe in arabo. Divenne grande conoscitore del Corano e del diritto islamico, tanto da essere spesso coinvolto nel dirimere questioni religiose dagli stessi indigeni. Nei due anni trascorsi in Siria, Burckhardt fece numerosi viaggi di esplorazione visitando Palmira, Damasco e il Libano. Ma fu il 22 agosto 1812 che fece la storica scoperta di Petra, capitale dei Nabatei.
Con l'intenzione di scoprire le fonti del Niger, egli si incamminò per il Cairo, dove però non riuscì a trovare carovane che lo conducessero verso ovest. S'imbarcò allora sul Nilo che risalì fino alla frontiera di Dongola, scoprendo nel 1813, tra le sabbie, il tempio di Abu Simbel. In un secondo viaggio in Nubia, nel 1814, si diresse verso il porto di Suakin sul Mar Rosso che attraversò fino a Gedda per poi raggiungere la città santa della Mecca, dove rimase per tre mesi fino al novembre del 1814, al fine di effettuare il pellegrinaggio. Infine si spinse verso l'altra città santa di Medina. Rimase a Medina fino ad aprile del 1815, a causa di attacchi di febbre dovuti a parassiti (Entamoeba histolytica).

Nella primavera del 1816, dopo il suo ritorno al Cairo nel giugno del 1815, intraprese un viaggio per esplorare la penisola del Sinai.
In attesa di ritornare in Europa, Burckhardt ebbe una ricaduta di dissenteria e di febbre alta e morì il 15 ottobre, 1817, a un mese dal suo 33º compleanno. Secondo i suoi desideri fu inumato in un cimitero islamico sotto il nome arabo, e la sua tomba è rimasta intatta fino ad oggi. I suoi scritti, raccolti in 350 volumi diversi dei quali sono stati pubblicati postumi, e la sua collezione di 800 manoscritti orientali sono stati lasciati in eredità all'Università di Cambridge.

## Opere
- Travels in Nubia. (con memorie biografiche) (1819)
- Travels in Syria and the Holy Land. (1822), Viaggio in Giordania, Cierre Edizioni, 1994
- Travels in Arabia. (1829)
- Arabic Proverbs, or the Manners and Customs of the Modern Egyptians. (1830)
- Notes on the Bedouins and Wahabys. (1831)